# Dyersville, Iowa
Dyersville là một thành phố thuộc quận Dubuque, tiểu bang Iowa, Hoa Kỳ. Năm 2010, dân số của thành phố này là 4058 người.

## Dân số
Dân số qua các năm:
- Năm 2000: 4035 người.
- Năm 2010: 4058 người.